# تپه کرونان
تپه کرونان مربوط به هزاره ۱- دوره ایلخانی است و در شهرستان قروه، بخش دهگلان، روستای کروندان واقع شده و این اثر در تاریخ ۱۱ مهر ۱۳۸۳ با شمارهٔ ثبت ۱۱۱۷۸ به‌عنوان یکی از آثار ملی ایران به ثبت رسیده است.